# Ilse Flöter
Ilse Flöter, Geburtsname Ilse Reyer (* 1919 in Berlin; seit 1949 vermisst), war eine deutsche Modefotografin.
Flöter erhielt ihre Ausbildung als Fotografin von 1934 bis 1937 im Atelier Binder in Berlin. 1940 heiratete sie den Fotografen Hubs Flöter, den sie im Atelier Binder kennengelernt hatte. Während des Kriegseinsatzes ihres Mannes leitete sie das gemeinsame, 1938 gegründete Atelier und
Modefotografien von ihr erschienen hauptsächlich in der Zeitschrift Die Mode, 740  Fotografien in 23 Heften. 1933 war die Kennzeichnungspflicht für Fotografien eingeführt worden und Flöters Arbeiten erschienen zunächst unter dem Namen ihres Mannes. Als aber aufzufallen begann, dass eine große Zahl von Fotografien eines anscheinend „wehrfähigen“ Mannes die Seiten jedes einzelnen Heftes füllte, wurden die Aufnahmen fortan mit Hubs und Ilse Flöter signiert.
Nach Kriegsende arbeitete sie zusammen mit ihrem Mann als Presse- und Modefotografin, ab 1948 in enger Zusammenarbeit mit der Zeitschrift Film und Frau. Da die Arbeiten wiederum unter dem Namen des Mannes bzw. unter gemeinsamem Namen erschienen, ist es schwierig, die Arbeiten Ilse Flöters in der Nachkriegszeit von denen ihres Mannes zu trennen. So ist es möglich, dass der präzise, statuarische Stil, der den Modeaufnahmen von Hubs Flöter zugeschrieben wird, tatsächlich kennzeichnend für den Stil seiner Frau ist.
1949 verschwand Ilse Flöter auf einer Reise nach Österreich und ist seitdem vermisst. 1951 wurde sie für tot erklärt.